# SEGAS LNG
SEGAS (Spanish Egyptian Gas Company, Дамієтта ЗПГ) – завод із виробництва зрідженого природного газу, споруджений в Єгипті для використання ресурсу офшорних родовищ Середземного моря. Розташований біля Дамієтти у східній частині дельти Нілу, в 60 км на захід від Порт-Саіду.
Проект реалізував консорціум у складі Union Fenosa Gas (спільна компанія іспанської Fenosa та італійської Eni, 80%), а також місцевих державних EGPC та EGAS (по 10%).
Введення в дію першої лінії заводу річною потужністю 5,5 млн.т ЗПГ (7,7 млрд.м3) припало на 2004-й. Планувалось спорудження другої лінії такої ж потужності, проте стрімке зростання споживання блакитного палива в Єгипті, передусім для вироблення електроенергії, поставило під сумнів наявність достатніх ресурсів сировини для розширення заводу. Більше того, у 2013 році уряд Єгипту взагалі переорієнтував всі призначені для Дамієтта ЗПГ поставки на внутрішній ринок, що призвело до зупинки навіть першої лінії. Оскільки за умовами концесійної угоди Eni мала безумовне право на частину продукції, видобутої на введених нею в розробку родовищах, вона звернулась до міжнародного арбітражу за відшкодуванням завданих збитків. 
Разом з першою лінією на заводі спорудили два резервуари для зберігання ЗПГ об`ємом по 150000 м3. Портове господарство заводу займає «зону 6» в порту Дамієтта та включає причал для прийому газових танкерів довжиною 500 метрів, глибина біля якого становить 14,5 метрів.
Сировина для роботи заводу надходить по газотранспортному коридору Ідку – Ель-Гаміль.
На початку 2020-х почались поставки природного газу з Ізраїлю для подальшого експорту через єгипетські заводи зі зрідження (конфігурація єгипетської газотранспортної системи не обов'язково потребує фізичної доставки ізраїльського ресурсу на заводи з виробництва ЗПГ). 